# Ascidia involuta
Ascidia involuta Heller, 1875 è una specie di Ascidiacea della famiglia Ascidiidae.

## Habitat e distribuzione
Su fondali duri o sassosi.

## Descrizione
Frequentemente ricoperto da piccoli sassi e pezzi di gusci di conchiglia.